# Tityus exstinctus
Tityus exstinctus ist eine ausgestorbene Skorpionart aus der Familie Buthidae. Sie ist nur von einem einzelnen Männchen bekannt, das 1884 im nördlichen Bereich von Martinique gesammelt wurde. Der Artname leitet sich von der Tatsache ab, dass dieses Taxon bereits ausgestorben war, als es 1995 wissenschaftlich beschrieben wurde.

## Merkmale
Die Carapaxlänge des Holotypus beträgt 6,9 mm. Die Länge des ersten Schwanzsegments (Metasoma I) beträgt 6,6 mm, die Länge des fünften Schwanzsegments (Metasoma V) beträgt 11,1 mm. Die Femurlänge beträgt 7,3 mm, die Femurbreite 2,3 mm, die Tibialänge 8,2 mm, die Tibiabreite 3,3 mm. Die Länge der Chelae (Scheren) beträgt 14,2 mm, deren Breite 4,0 mm. Der bewegliche Finger mit dem Giftstachel hat eine Länge von 8,2 mm.
Die Grundfärbung ist gelblichrot. Der Carapax ist gelblich. Die Augen sind mit einem schwarzen Pigment umgeben. Die Tergite sind gelblich. Die Metasomasegmente I bis III sind gelblich, das vierte ist rötlich und das fünfte dunkelrötlich bis braun. Der Bauch und das Sternum sind gelblich. Die Cheliceren sind gelblich. Die Finger sind einfarbig rot. Der Pedipalpus ist gelblich. Die Beine sind gelblich ohne diffuse rötlichbraune Flecken.

## Systematik
Ursprünglich wurde angenommen, dass T. exstinctus ein naher Verwandter von Tityus trinitatis Pocock, 1897 (von Trinidad und Tobago) ist. Eine spätere Studie offenbarte jedoch, dass dieses Taxon näher mit Tityus pictus und Tityus smithii verwandt ist.
Vor der wissenschaftlichen Erstbeschreibung durch Wilson R. Lourenço im Jahr 1995 haben drei Experten den Holotypus untersucht, der im Muséum national d’histoire naturelle aufbewahrt wird. 1890 synonymisierte Eugène Simon diese Art mit Centrurus insulanus. Embrik Strand (kein Datum bekannt) erwähnte diesen Skorpion als Scorpio marmoratus. Karl Kraepelin war im Jahr 1900 der Erste, der ihn als neue und unbeschriebene Art innerhalb der Gattung Tityus identifizierte.